# Площадь Испании (Севилья)

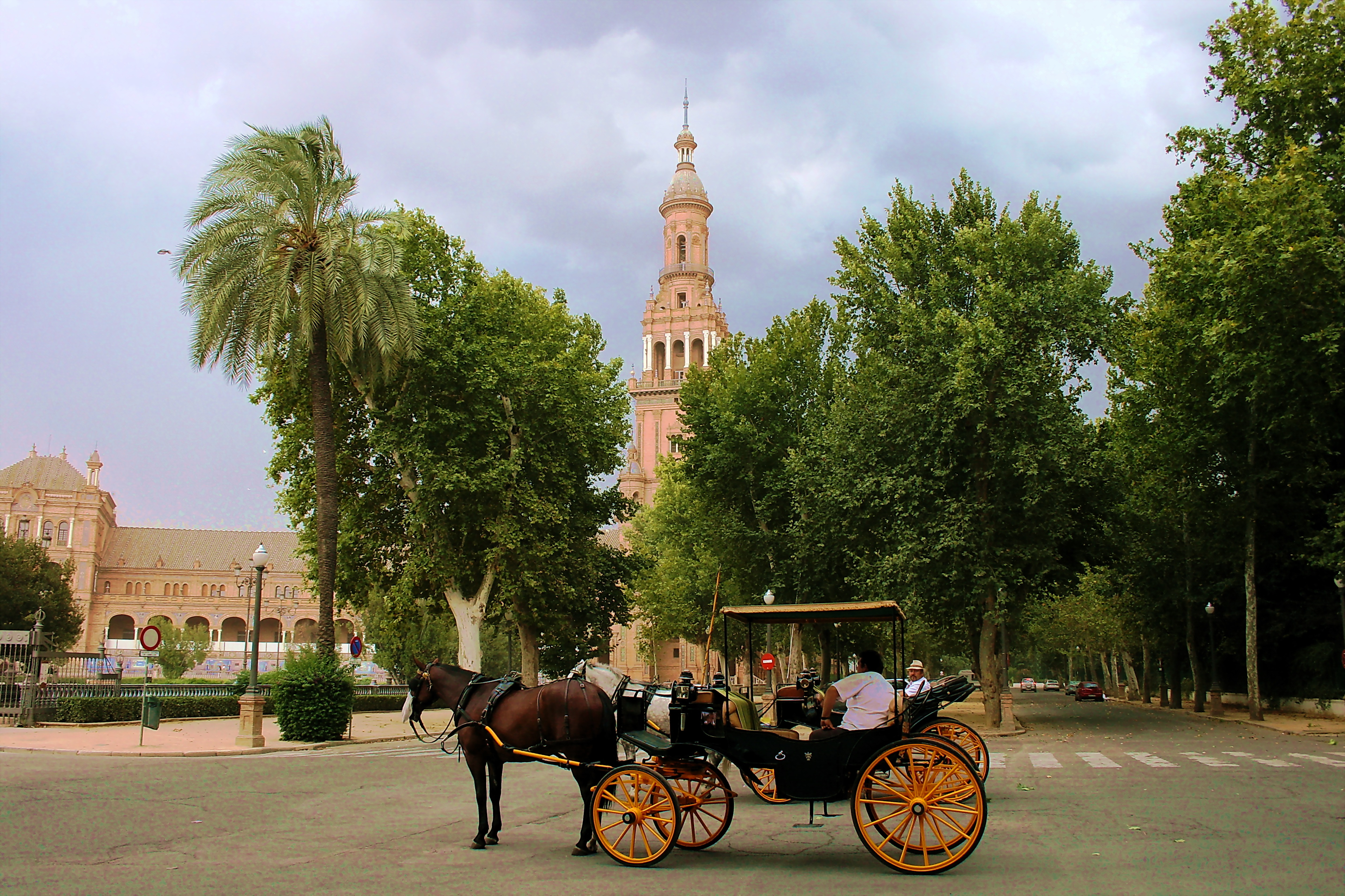

Площадь Испании (Plaza de España) — городской ансамбль в неомавританском стиле, появившийся на юге Севильи в преддверии Иберо-американской выставки 1929 года.
Накануне выставки южная часть Севильи была перестроена и озеленена под руководством французского ландшафтного архитектора Жан-Клода Форестье. На протяжении полумили протянулся парк Марии-Луизы с украшенными изразцами фонтанами, павильонами, лавочками и верандами в стиле мудехар, которые перемежались водоёмами и стилизованными клумбами.
У края парка архитектор Анибал Гонсалес спроектировал полукруглую площадь Испании, к которой через протоку были перекинуты фигурные мостики. В центре площади размещается большой фонтан. Окружающие здания имеют ниши, посвящённые тем или иным провинциям Испании, следующим в алфавитном порядке. Декор площади сочетает сказочно преображённые мавританские элементы с популярным в 1920-е годы стилем арт-деко.
Ныне выставочные здания занимают мэрия Севильи и музейные учреждения. Площадь Испании — одно из мест, где проходили съёмки кинофильма «Звёздные войны. Эпизод II: Атака клонов», а также фильма «Диктатор» режиссёра Ларри Чарльза.

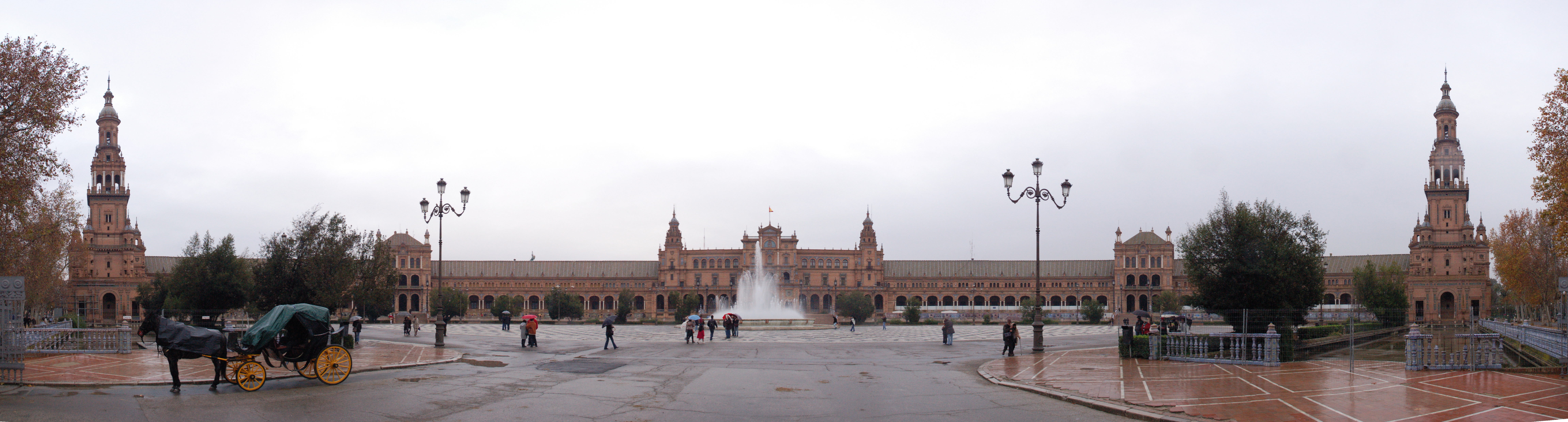
Площадь Испании в Севилье